# Laurentius Andreæ

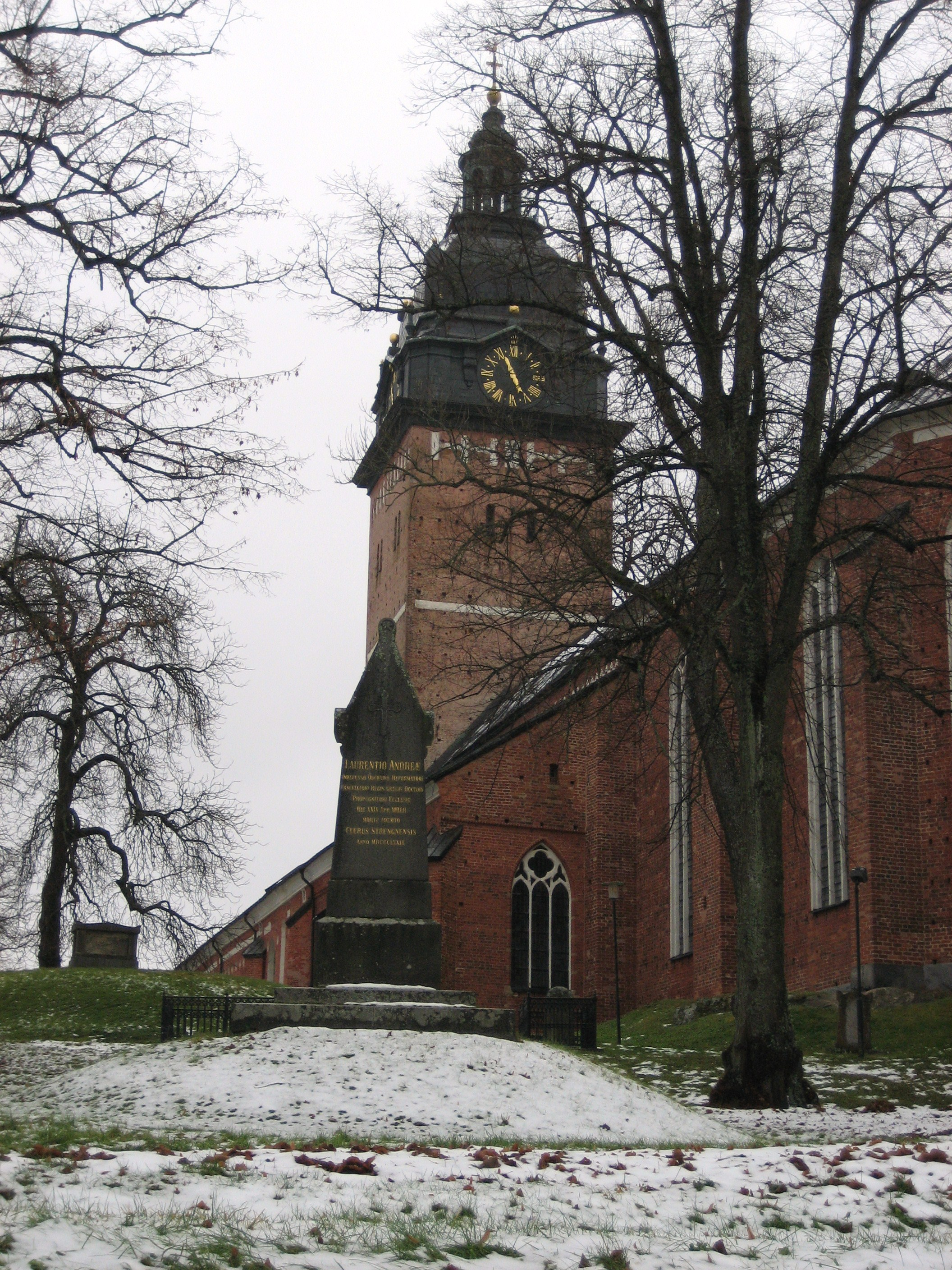
Laurentius Andreæs grav utanför Strängnäs domkyrka.

För andra personer med samma namn, se Laurentius Andreæ (olika betydelser).
Laurentius Andreæ, latinisering av Lars Andersson, född på 1470-talet, död 14 april 1552, var en svensk präst, ärkedjäkne i Strängnäs och evangelisk-luthersk reformator.

## Biografi

### Uppväxt
Laurentius Andreæ studerade i Skara och Uppsala, där han blev baccalaureus. Han fortsatte sedan vid universiteten i Rostock och Leipzig och vann där sin magistergrad 1498. Troligen läste han juridik, eftersom han titulerade sig "med apostolisk auktoritet notarius publicus", en i Sverige ovanlig värdighet. Tre gånger besökte han Rom, sista gången år 1509, där han försökte återfå Birgittahuset, som påven hade lagt beslag på, och bli dess föreståndare. Denna befattning tillföll dock Petrus Magni, en annan i Sveriges reformationshistoria viktig person.

### Ärkedjäkne i Strängnäs
Återkommen till Sverige tog Laurentius Andreæ säte i domkapitlet i Strängnäs stift och avancerade raskt, så att han vid biskop Matthias Gregersson Lillies avrättning 1520 som ärkedjäkne ("archidiakon") i regeringshänseende var stiftets förvaltare (dekanen var vikarie i religiöst hänseende). Att han ej av Kristian II eller påven befordrades till biskop, torde ytterligare ha dragit bort den nationellt sinnade mannen från det hierarkiska system, vars avigsidor han haft tillfälle att se i Rom. Laurentius tog sig an den unge diakonen Olaus Petri och fann i dennes förkunnelse en religiös grundval för en ny nationell kyrkopolitik.

### Gustav Vasas sekreterare
Vid riksdagen i Strängnäs 1523 träffade Laurentius Andreæ den nyvalde konung Gustav Vasa, och denne fann strax i den ansedde ärkedjäknen rätte mannen att ta hand om det kyrkopolitiska problemet. Traditionen berättar, att det var Laurentius, som bekantade konungen med Olaus Petri och konungen, som insåg vilka fördelar han kunde dra av den lutherska läran var inte sen att ta dessa båda klerker i sin tjänst, varvid han utsåg Laurentius till sin sekreterare. Med klok människokännedom lät denne alltid konungen framträda som den bestämmande, men man spårar dock "mäster Lars" bakom nästan alla kyrkopolitiska företag av betydenhet. Tack vare den personliga kännedomen om kurian i Rom kunde förhandlingarna med denna slutföras redan våren 1524, vilket innebar att Sverige tidigare än något annat land avbröt förbindelsen med påvedömet. Likaledes har troligen Laurentius vid herredagen i Vadstena 1524 satt ihop den märkliga regeringsproposition, den första i sitt slag bevarade, där åt konungen ges en regeringsmakt, som redan gick utöver medeltidens. I ett berömt brev den 21 februari 1524 till Vadstena kloster utvecklade han å konungens vägnar det protestantiska kyrkobegreppet och motiverade teologiskt silverkonfiskationerna. Bakgrunden tycks ha varit att representanter för klostret bett Laurentius försvara dess intressen. Denne försvarade statens agerande med att kyrkan utgjordes av de troendes samfund, det vill säga det kristna folket, och att kyrkans pengar var folkets pengar och att dessa borde användas till allas gemensamma bästa. Enligt Laurentius var det gudlöst att hävda, att man borde skona kyrkans pengar när fara hotade folket. I brevet rekommenderade han likaledes officiellt studiet av Martin Luthers skrifter. Han uppmanade bröderna att om de råkade ut för en främmande lära ("peregrina doctrina"), vare sig det gällde Luthers eller någon annans, alltid pröva denna mot Bibeln. Som bevis på konungens förtroende fick Laurentius 1524 den viktiga ärkedjäkneplatsen i Uppsala jämte den i Strängnäs, säte i rådet och inkomsterna från Virmo pastorat i Finland. Man kan notera att Gustav Vasas försvar av silverkonfiskationerna skedde helt utan hänvisningar till teologiska argument.
Vid Gustav Vasas kamp mot linköpingsbiskopen Hans Brask, ärkebiskopen, klosterväsendet och hela det romersk-katolska kyrkosystemet 1524–1527 skymtar Laurentius bakom konungen som den försiktige, men målmedvetet agerande. Laurentius var samtidigt en av de drivande krafterna vid utgivningen 1526 av Bibelns nya testamente på svenska. Redan i den ovannämnda skrivelsen till vadstenamunkarna spårar man hans strävan att inte radikalt omstörta, utan så långt möjligt bevara kontinuiteten med det förflutna, och att ej efter tyskt mönster helt utlämna makten över kyrkan åt konungen i stället för åt påven. Om detta vittnar Västerås recess från riksdagen i Västerås 1527, då Laurentius hade stora framgångar. År 1528 genomdrev han den biskopsvigning, genom vilken den apostoliska successionen ("successio apostolica") bevarades åt Svenska kyrkan. Från detta år är också hans enda med säkerhet kända tryckta skrift, "En kort undervisning om trona och goda gärningar" (1528), vilken med enkla ord utvecklar den lutherska ståndpunkten. Som ärkedjäkne i ärkestiftet presiderade han vid Örebro koncilium 1529, som bildade den kyrkliga kompletteringen till Västerås riksdag; säkerligen har han här jämte Olaus Petri lett besluten, vilket bl.a. innebar att samtliga "katolska" ceremonier behölls men gavs en "evangelisk" tolkning. Denna kloka moderation framkallade dock oro bland de radikalare protestanterna i Stockholm, men också uppror av den gamla kyrkans anhängare. Örebromötet betecknar glanspunkten i Laurentius kyrkopolitiska verksamhet.

### Gustav Vasas Bibel
I samarbete med Olaus Petri översatte Laurentius Andreæ bibeln till svenska, den s.k. Gustav Vasas bibel, som var färdigöversatt 1541. Bibeln översattes främst från Martin Luthers tyska bibel, och skillnaderna mellan de båda versionerna är små. Gustav Vasas Bibel kom att ha stor betydelse för den framtida svenska grammatiken och stavningen. Då bibeln var den mest lästa boken i den kristna världen vid den här tiden, och sågs som ett rättesnöre för hur en god kristen ska leva är det inte konstigt att bibeln även hade ett inflytande på den svenska stavningen och grammatiken. I Gustav Vasas bibel används till exempel för första gången bokstäverna ä och ö i svenskan, och har sedan dess blivit kvar i det svenska alfabetet. Översättningen av bibeln har ansetts vara så betydande för det svenska språket att man har satt gränsen mellan fornsvenskan och nysvenskan vid bibelns översättning.
På 1500-talet fanns det få riktiga och officiella regler för stavning och grammatik, och varje person stavade lite som hon ville, ibland kunde stavningen t.o.m. skilja sig mellan olika dokument skrivna av samma person. Detta innebar givetvis att Laurentius Andreæ och Olaus Petri använde högst personlig stavning när de översatte bibeln, något som indirekt kom att leda till att de båda reformatorernas personliga åsikter om hur ett ord skulle stavas lade grunden för den enade svenska grammatiken.

### Gustav Vasa stärker sin makt
Redan 1530 visar sig en misstämning mellan Laurentius Andreæ och konungen, där den senare började sträva efter att bestämma över kyrkan enligt tysk förebild. Gustav hade föga lust att flytta över ärkebiskopsämbetet på luthersk mark, men Laurentius segrade genom att få valet och utnämningen till stånd, även om han själv blev förbigången. Men 1531 måste han lämna sekreterarsysslan och ledningen av kyrkopolitiken; dock var han ännu kvar i riksrådet. Klyftan vidgades under 1530-talet, särskilt sedan de från utlandet härstammande kanslern Conrad von Pyhy och ämbetsmannen Georg Norman 1539 fått konungens öra. Med den förre synes Laurentius ha kommit i direkt konflikt. Efter det stormiga kyrkomötet i Uppsala 1539, där reformatorerna sökte rädda den svenska kyrkans nationella egenart och frihet, anklagades de nyårsaftonen samma år för högförräderi, och en för ändamålet särskilt tillsatt kommission dömde den 2 januari 1540 Laurentius Andreæ och Olaus Petri att med svärd avrättas. Konungen, som väl ej avsett annat än att bryta reformatorernas inflytande, benådade dem snart, men Laurentius fick köpa sin frihet med nästan hela sin förmögenhet, som gick till kungliga skattkammaren. Sedan levde han i tillbakadragenhet i Strängnäs och även efter döden blev han föremål för hårda omdömen av den konung, vars kyrkopolitik han under de svåraste åren lett med lysande framgång.
Laurentius Andreæ ligger begraven på Gamla kyrkogården vid Strängnäs domkyrka.

### Upprättelse
År 1893 präglade Svenska akademien en medalj till hans minne.